# Japanpapir

Japanpapir (japansk: 和紙 tr. washi ell. wagami) er en type håndlavet kludepapir lavet i Japan. Det kaldes også ofte rispapir. Japanpapir kan være ganske tykt og have en let gullig og silkeagtig overflade. Det er meget holdbart og kan være stærkt som pergament. Det slidstærke washi-papir har fibre baseret på baststaver som man finder i Kozo (papirmorbærtræ, Broussonetia papyrifera), Mitsumata (Edgeworthia papyrifera – japansk papyrusbusk) og bark fra Ganpi (Diplomorpha sikokiana). Foruden disse er også hamp, bambus, hvede, ris og nogle andre plantefibre brugt i specielle tilfælde.
Papir er en vigtig del af japansk kultur og washi bruges i alt fra arkitektur og kunst (ukiyo-e), til dagligdags produkter som klæder og legetøj (origami). Japanpapir har været anvendt i Europa siden slutningen af 1800-tallet til kunstgrafik og til bibliofiludgaver af kunstnerisk illustrerede bøger. Det anvendes i dag i arkiv- og museumssammenhæng i forbindelse med papirkonservering og som mellemlægningsspapir for grafik, tegninger og arkivalier.
Japanpapir kan også bruges som støttematerialet ved reparation af beskadigede bøger og dokumenter i en proces hvor man spalter de beskadigede sider og limer tyndt japanpapir ind mellem de to lag og samler siden igen.

## Forskellige typer washi
- Ganpishi (雁皮紙) – tidligere Hishi (斐紙). Ganpishi har en glat, skinnende overflade og bruges til bøger og i håndværk.

- Kozogami (楮紙) – Kozogami er lavet af morbærtræ og er den mest brugte type washi. Papiret er groft i strukturen og ligner mere tekstil end sædvanlig papir.

- Mitsumatagami (三椏紙) – Mitsumatagami har en elfenbensfarvet, fin overflade og brugrs til shodo (japansk kalligrafi) og trykning. I Meiji-perioden blev dette papir brugt til pengesedler bl.a. fordi det var vanskeligt at forfalske.

- Japanpapir
- Japaneren Katsushika Hokusai farvetræsnit af en bølge fra ca. 1830 er trykt på washi-papir.
- Kyo Chiyogami
- Sugiharagami (杉原紙), en type japanpapir
- Origami (fra japansk 折り紙 eller 折紙 (origami), papirkunst
- Nærbillede af washi
- Washitape